# John Demjanjuk
John Demjanjuk (russisk: Иван Николаевич Демьянюк, tr. Ivan Nikolajevitj Demjanjuk; født 3. april 1920 i Berdytjiv, Kijev guvernement (nu i Zjytomyr oblast), Den ukrainske folkerepublik, død 17. marts 2012 i Bad Feilnbach, Bayern, Tyskland) var en af de mest eftersøgte krigsforbrydere efter 2. Verdenskrig.

## Liv
John Demjanjuk gjorde tjeneste i Den røde hær frem til 1942, hvor han blev taget som krigsfange af tyskerne. I begyndelsen af 1945 blev han soldat i Den russiske befrielseshær - en hærstyrke på en million mænd, bestående hovedsagelig af russere og ukrainere, der kæmpede på tysk side mod Sovjetunionen.
I sit fangenskab gik han i tysk tjeneste og arbejdede som vagt i nazisternes dødslejre, blandt andet Sobibor i 1945. Demjanjuk blev i 80'erne mistænkt for at være den eftersøgte SS-vagt kendt under øgenavnet "Ivan den grusomme", som havde været vagt i KZ-lejren Treblinka, hvor han havde tortureret, mishandlet og været med til at sende sine ofre i døden i gaskamrene. Han blev i 1988 dømt skyldig.  Retten i Jerusalem havde vurderet, at han var identisk med "Ivan den grusomme", og derved havde han begået forbrydelser mod menneskeheden. Det kom dog senere frem, at han var dømt ud fra forfalskede beviser, og Israel kunne ikke bevise, at han var "Ivan den grusomme". I 1993 blev han frikendt af den israelske højesteret.
Han emigrerede til USA med sin kone i 1952 og blev amerikansk statsborger i 1958. De havde mødt hinanden i en flygtningelejr. Han arbejdede i det meste af sit voksenliv for en af Fords bilfabrikker.

## Retssag
Der har været et juridisk tovtrækkeri mellem USA og Tyskland. Israels højesteret idømte ham dødsstraf ved hængning i 1988, men frikendte ham, da ankesagen blev behandlet i 1993 i den israelske højesteret. Siden er han blevet udpeget som lejrvagt i KZ-lejrene Sobibór, Majdanek og Flossenbürg, hvilket han dog selv benægter.
I 2001 blev der rejst en ny retssag mod John Demjanjuk i Tyskland for krigsforbrydelser. Han blev i 2002 frataget sit amerikanske statsborgerskab. I selskab med amerikanske specialagenter blev den mistænkte 89-årige naziforbryder 11. maj 2009 overført til fængslet München-Stadelheim.
Den 12. maj 2011 blev John Demjanjuk ved retten i München dømt til fem års fængsel for medvirken til drabet på 28.060 fanger i Sobibor. Med henvisning til den dømtes alder erklærede dommeren, at John Demjanjuk ikke skulle i fængsel. Demjanjuk ankede sagen.
Den 21. juli 2011 blev der igen i Tyskland startet en retssag mod John Demjanjuk for 4.400 mord begået i kz-lejren Flossenbürg i Bayern, hvor han også skulle have været vagt.
Den 17. marts 2012 døde Demjanjuk i Tyskland, før han nåede at afsone de 5 års fængsel fra den ankede retssag fra 2011.